# Zamoksze
Zamoksze – osada leśna w Polsce, położona w województwie lubuskim, w powiecie gorzowskim, w gminie Kłodawa, ok. 3 km na północ od miejscowości Kłodawa.
W latach 1975–1998 miejscowość administracyjnie należała do województwa gorzowskiego.